# Blackburn Botha
Blackburn B.26 Botha – brytyjski samolot bombowy, torpedowy i rozpoznawczy z okresu II wojny światowej, produkowany przez przedsiębiorstwo Blackburn Aircraft.
Nazwany na cześć Louisa Bothy, pierwszego premiera Związku Południowej Afryki.

## Historia
W połowie lat 30. XX wieku brytyjskie Ministerstwo Lotnictwa w związku z potrzebą modernizacji swoich sił wydało szereg wymagań na nowe samoloty wojskowe, jedno z nich z 1936 roku dotyczyło morskiego samolotu bombowo-torpedowego przystosowanego do startu z baz lądowych.
Na podstawie tych wymagań wytwórnia lotnicza Blackburn Aircraft Limited opracowała samolot, który oznaczono fabrycznym kodem B.26. Projekt tego samolotu przedstawiono w Ministerstwie Lotniczym i spotkał się on z uznaniem. Podjęło ono decyzję o produkcji seryjnej tego samolotu, nawet bez budowy i sprawdzenia prototypu. Przed podjęciem jednak produkcji seryjnej zmieniono jeszcze parametry wymagane dla samolotu: m.in. zwiększono wymaganą prędkość, udźwig bomb.
Pomimo że projekt samolotu ze względu na silniki o zbyt małej mocy, nie spełniał wymogów, to w 1938 roku rozpoczęto ich produkcję seryjną. Samolot ten otrzymał nazwę Blackburn Botha, a pierwszy seryjny samolot został oblatany 28 grudnia 1938 i był to zarazem oblot pierwszego samolotu tego typu.
W trakcie prób w locie okazało się, że samolot ten ma sporo drobnych usterek konstrukcyjnych, które wyeliminowano w następnym egzemplarzu, na podstawie którego budowano pozostałe samoloty z zamówionej serii oznaczonej jako Mk I.
Po wybuchu II wojny światowej samolot ten okazał się już konstrukcją przestarzałą i w 1942 roku zakończono jego produkcję. Nie podjęto również nowej wersji tego samolotu oznaczonej jako Mk II, która miała mocniejsze silniki.
Ostatecznie w latach 1938–1942 wyprodukowano 580 samolotów Botha, z czego 380 w zakładzie w Brough, a 200 w Dumbarton.

## Służba
Samoloty Blackburn Botha weszły w 1939 roku na wyposażenie jednostek treningowych, a w 1940 roku do jednostek bojowych lotnictwa obrony wybrzeża, gdzie miały zastąpić samoloty Avro Anson. W sierpniu 1940 roku rozpoczęły one loty patrolowe nad Morzem Północnym, lecz już w listopadzie 1940 roku wycofano je z lotów bojowych, gdyż nie spełniały swoich zadań.
Wycofane z jednostek bojowych oraz wyprodukowane samoloty kierowano już wyłącznie do szkół lotniczych i jednostek treningowych, gdzie użytkowano je do 1943 roku. Potem wykorzystywano je już wyłącznie na ziemi, do szkolenia strzelców pokładowych.
Większość egzemplarzy złomowano w 1943 roku. Nie zachował się żaden egzemplarz samolotu.

## Konstrukcja
Samolot Blackburn Botha to dwusilnikowy górnopłat o konstrukcji metalowej, kabiny zakryte, podwozie wciągane w locie.
Napęd: dwa silniki gwiazdowe umieszczone w gondolach na skrzydłach